# Equilibri de Schlenk
En química organometàl·lica, l'equilibri de Schlenk és un equilibri químic denominat així en honor del seu descobridor, Wilhelm Schlenk. Aquest equilibri es dona en solucions de reactius de Grignard.
2 RMgX {\displaystyle {\overrightarrow {\leftarrow }}} MgX₂ + MgR₂
El procés descrit és un equilibri entre dos equivalents d'un halogenur d'alquil o arilmagnesi a l'esquerra de l'equació, i a la dreta, un equivalent de compost de dialquilmagnesi o diarilmagnesi i una sal d'halogenur de magnesi. Els halogenurs d'organomagnesi en solució també formen dímers i oligòmers superiors, especialment en concentracions altes. Els clorurs d'alquilmagnesi en èter existeixen com a dímers.
La posició de l'equilibri està influenciada per la naturalesa del solvent, pels substituents d'alquil o aril i per la temperatura. Se sap que el centre de magnesi en els reactius de Grignard es coordina típicament amb dues molècules d'èter, tals com l'èter dietílic o tetrahidrofurà (THF). En conseqüència, se'ls descriu amb major exactitud com si tinguessin la fórmula RMgXL₂, on L és un èter. En presència de monoèters, l'equilibri típicament afavoreix l'halogenur d'alquilmagnesi o arilmagnesi. No obstant això, l'addició de dioxà a tals solucions condueix a una precipitació selectiva del dihalogenur MgX₂(dioxà), desplaçant l'equilibri completament al costat dret de l'equació. Els compostos de dialquilmagnesi són agents alquilants més potents i són populars en la síntesi de compostos organometàl·lics.